# Acacia ferruginea
Acacia ferruginea é uma espécie de legume da família das Fabaceae.
Apenas pode ser encontrada no Sri Lanka.